# Turbinaria irregularis
Espèce
Statut CITES
Turbinaria irregularis est une espèce de coraux appartenant à la famille des Dendrophylliidae.